# Água Santa
Água Santa is een gemeente in de Braziliaanse deelstaat Rio Grande do Sul. De gemeente telt 3.619 inwoners (schatting 2009).